# Romy Logsch
Romy Logsch (Riesa, RDA, 5 de febrero de 1982) es una deportista alemana que compitió en bobsleigh en la modalidad doble.
Ganó tres medallas de oro en el Campeonato Mundial de Bobsleigh entre los años 2007 y 2011, y dos medallas de oro en el Campeonato Europeo de Bobsleigh, en los años 2007 y 2010.

## Palmarés internacional
| Campeonato Mundial | Campeonato Mundial         | Campeonato Mundial | Campeonato Mundial |
| Año                | Lugar                      | Medalla            | Prueba             |
| ------------------ | -------------------------- | ------------------ | ------------------ |
| 2007               | Sankt Moritz (Suiza)       | Medalla de oro     | Doble              |
| 2008               | Altenberg (Alemania)       | Medalla de oro     | Doble              |
| 2011               | Königssee (Alemania)       | Medalla de oro     | Doble              |
| Campeonato Europeo |                            |                    |                    |
| Año                | Lugar                      | Medalla            | Prueba             |
| 2007               | Cortina d'Ampezzo (Italia) | Medalla de oro     | Doble              |
| 2010               | Igls (Austria)             | Medalla de oro     | Doble              |